# Shaykha Sabika bint Ibrahim Al Khalifa
Sabika bint Ibrahim Al Khalifa (in arabo سبيكة بنت إبراهيم آل خليفة‎? ; Al Muharraq, 1948) è una principessa bahreinita, prima moglie del re Hamad, suo cugino di primo grado.

## Biografia

### Gioventù e matrimonio
La principessa Sabika è nata nel 1948 nel palazzo del nonno paterno ad Al Muharraq, primogenita dello sceicco Ibrahim e della sceicca Fatima bint Salman Al Khalifa.
Crebbe presso la famiglia materna a Riffa, dove fu educata privatamente. Dopo gli studi nelle scuole bahreinite frequentò corsi specialistici in Regno Unito e in Francia. Sposò il cugino Hamad a Riffa il 9 ottobre 1968.

### Attività
Dal 2001 presiede il Supreme Council for Women (SCW), fondato per migliorare la qualità della vita delle donne bahreinite. Nel 2002 partecipò alla 27ª sessione speciale sul Bambino organizzata dalle Nazioni Unite (ONU). Con il decreto reale n. 5 del 2004 fu istituito il Princess Sabeeka bint Ibrahim Al Khalifa Award for the Advancement of Bahraini Women, che ogni due anni viene assegnato agli enti pubblici e privati attivi nell'emancipazione delle donne lavoratrici.
Nel giugno 2005 accolse le first ladies dei paesi arabi ospitando la seconda riunione dell'Arab Women's Organization, che presiedette fino al 2007. Nel 2006 avviò un programma formativo per sostenere l'impegno delle donne nella vita pubblica e nel 2008 lanciò la prima Giornata delle Donne del Bahrein. Nel marzo 2010 inaugurò l'Iniziativa Nazionale per lo Sviluppo Agricolo (NIAD), di cui presiede il Consiglio Consultivo.
Nel marzo del 2017 avvenne il lancio del Princess Sabeeka bint Ibrahim Al Khalifa's Global Award for Women presso la sede dell'ONU. Il decreto reale n. 17 del 2019 cambiò il nome del premio istituito nel 2004 in Princess Sabeeka bint Ibrahim Al Khalifa Award for the Empowerment of Bahraini Women, aggiungendo come nuovi destinatari i soggetti individuali e i membri della società civile.

## Cariche
- Patrona del Women's Football Cup Arabia 2010;[1]
- Presidentessa Onoraria dell'UCO Parents' Care Centre;[1]
- Presidentessa Onoraria della Bahrain Businesswomen's Society (BBS);[1]
- Presidentessa Onoraria del Bahrain International Exhibition Center (BIGS).[1]

## Discendenza
Sabika bint Ibrahim Al Khalifa e Hamad bin Isa Al Khalifa hanno tre figli e una figlia: 
- Principe ereditario Salman (1969);
- Sceicco Abdullah (1975);
- Sceicco Khalifa (1977);
- Sceicca Najla (1981).

## Ascendenza
|                                    |                          |                                           | Genitori                    |  |  | Nonni |  |  | Bisnonni                 |  |  | Trisnonni                  |  |
|                                    |                          |                                           |                             |  |  |       |  |  | Isa bin Ali Al Khalifa * |  |  | Ali bin Khalifa Al Khalifa |  |
|                                    |                          |                                           |                             |  |  |       |  |  | Isa bin Ali Al Khalifa * |  |  | Ali bin Khalifa Al Khalifa |  |
|                                    |                          | Tajba bint Ahmad Al Khalifa               |                             |  |  |       |  |  | Isa bin Ali Al Khalifa * |  |  |                            |  |
| Muhammad bin Isa Al Khalifa Al Haj |                          |                                           |                             |  |  |       |  |  | Isa bin Ali Al Khalifa * |  |  |                            |  |
|                                    |                          | Maryam bint Hamad Al Benali               | Hamad bin Ali Al Benali     |  |  |       |  |  |                          |  |  |                            |  |
|                                    |                          | Maryam bint Hamad Al Benali               | Hamad bin Ali Al Benali     |  |  |       |  |  |                          |  |  |                            |  |
|                                    |                          | Maryam bint Hamad Al Benali               | …                           |  |  |       |  |  |                          |  |  |                            |  |
| Ibrahim bin Muhammad Al Khalifa    |                          | Maryam bint Hamad Al Benali               |                             |  |  |       |  |  |                          |  |  |                            |  |
|                                    |                          | Ali bin Jabor Al Zayed                    | Jabor Al Zayed              |  |  |       |  |  |                          |  |  |                            |  |
|                                    |                          | Ali bin Jabor Al Zayed                    | Jabor Al Zayed              |  |  |       |  |  |                          |  |  |                            |  |
|                                    |                          | Ali bin Jabor Al Zayed                    | …                           |  |  |       |  |  |                          |  |  |                            |  |
| Aisha bint Ali Al Zayed            |                          | Ali bin Jabor Al Zayed                    |                             |  |  |       |  |  |                          |  |  |                            |  |
|                                    |                          | Sabika bint Yasser Al Zayed               | Yasser bin Ghanem Al Zayed  |  |  |       |  |  |                          |  |  |                            |  |
|                                    |                          | Sabika bint Yasser Al Zayed               | Yasser bin Ghanem Al Zayed  |  |  |       |  |  |                          |  |  |                            |  |
|                                    |                          | Sabika bint Yasser Al Zayed               | Moza bint Saood             |  |  |       |  |  |                          |  |  |                            |  |
| Sabika bin Ibrahim Al Khalifa      |                          | Sabika bint Yasser Al Zayed               |                             |  |  |       |  |  |                          |  |  |                            |  |
|                                    | Hamad bin Isa Al Khalifa | Isa bin Ali Al Khalifa *                  |                             |  |  |       |  |  |                          |  |  |                            |  |
|                                    | Hamad bin Isa Al Khalifa | Isa bin Ali Al Khalifa *                  |                             |  |  |       |  |  |                          |  |  |                            |  |
|                                    | Hamad bin Isa Al Khalifa | Haya bint Muhammad Al Khalifa             |                             |  |  |       |  |  |                          |  |  |                            |  |
| Salman bin Hamad Al Khalifa        | Hamad bin Isa Al Khalifa |                                           |                             |  |  |       |  |  |                          |  |  |                            |  |
|                                    |                          | una figlia di Salman bin Duaij Al Khalifa | Salman bin Duaij Al Khalifa |  |  |       |  |  |                          |  |  |                            |  |
|                                    |                          | una figlia di Salman bin Duaij Al Khalifa | Salman bin Duaij Al Khalifa |  |  |       |  |  |                          |  |  |                            |  |
|                                    |                          | una figlia di Salman bin Duaij Al Khalifa | …                           |  |  |       |  |  |                          |  |  |                            |  |
| Fatima bint Salman Al Khalifa      |                          | una figlia di Salman bin Duaij Al Khalifa |                             |  |  |       |  |  |                          |  |  |                            |  |
|                                    |                          | Hamad bin Abdullah Al Khalifa             | Abdullah Al Khalifa         |  |  |       |  |  |                          |  |  |                            |  |
|                                    |                          | Hamad bin Abdullah Al Khalifa             | Abdullah Al Khalifa         |  |  |       |  |  |                          |  |  |                            |  |
|                                    |                          | Hamad bin Abdullah Al Khalifa             | …                           |  |  |       |  |  |                          |  |  |                            |  |
| Mouza bint Hamad Al Khalifa        |                          | Hamad bin Abdullah Al Khalifa             |                             |  |  |       |  |  |                          |  |  |                            |  |
|                                    |                          | …                                         | …                           |  |  |       |  |  |                          |  |  |                            |  |
|                                    |                          | …                                         | …                           |  |  |       |  |  |                          |  |  |                            |  |
|                                    |                          | …                                         | …                           |  |  |       |  |  |                          |  |  |                            |  |
|                                    |                          | …                                         |                             |  |  |       |  |  |                          |  |  |                            |  |

## Onorificenze

### Altri riconoscimenti
- Arab Towns Organization Award (2009);[4]
- Arab Woman Distinction dalla Lega araba (2017).[4]